# الأتراك يجب أن يكونوا جنوا
الأتراك يجب أن يكونوا جنوا (بالتركية: Türkler Çıldırmış Olmalı) الفيلم الذي يحكي مغامرة فريق أرسل من تركيا ضد قراصنة صوماليون اختطفوا رجل أعمال غني ومشهور الذي خرج بجوله حول العالم بقاربه.
الفيلم من إخراج وسيناريو مراد أصلان ومن بطولة بكر اتشكلان واندر اتشكباش.

## الممثلون
- قادير.... بكر آجيكالين
- عبدول.... اردال توسون
- لاز محمد .... اردام اكاكتشي
- شيني.... اويا أردوغان
- شاهين..... اندر اتشكباش
- توغتشي... توبا اونصال
- محسن..... روحي صاري
- رجب... تيمور اجار
- ارجومنت... طويل وبازان
- العقيد... برهان انتشال
- النقيب.... زينب بيشيرلار
- شامان إسماعيل.... قادير  تشوبديمير
- فخري... ليفنت اوزديليك
- الممثل الضيف.... ليفنت اولاقان

## روابط خارجية
- الأتراك يجب أن يكونوا جنوا على موقع IMDb (الإنجليزية)
- الأتراك يجب أن يكونوا جنوا على موقع قاعدة بيانات الفيلم (الإنجليزية)
- الأتراك يجب أن يكونوا جنوا على موقع ليتربوكسد (الإنجليزية)
- الأتراك يجب أن يكونوا جنوا على موقع كينوبويسك (الروسية)